# Antonio González Velázquez
Antonio González Velázquez (* 1723 in Madrid; † 1793 ebenda) war ein spanischer Maler.

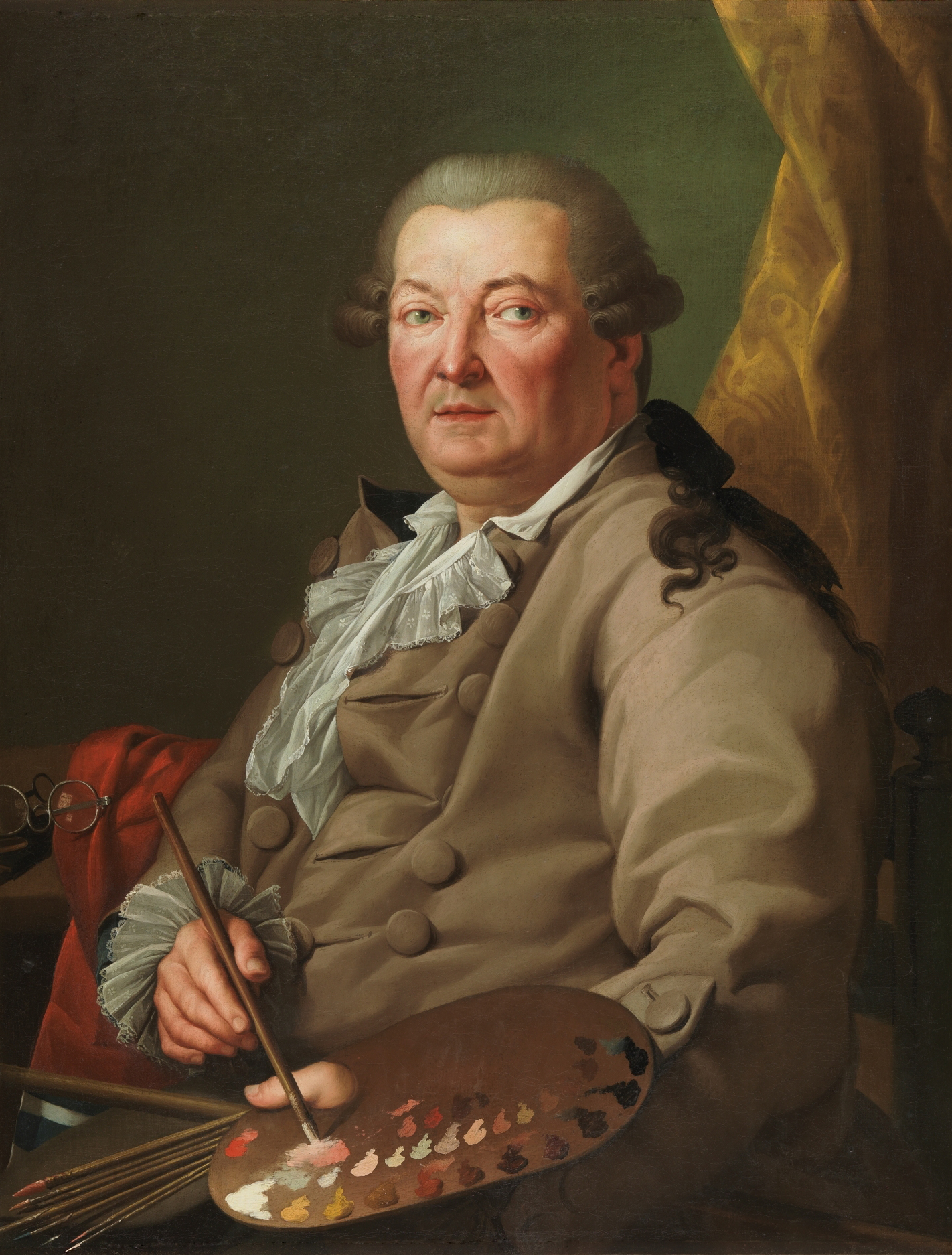
Antonio González Velázquez

Er stammte aus einer Künstlerfamilie. Sein Vater Pablo González Velázquez (1664–1727) war ein barocker Bildhauer, der 1702 nach Madrid kam. Neben Antonio waren auch die Söhne Luis und Alejandro Maler, die häufig zusammen für Kirchen malten und Theaterdekoration. Auch Antonio malte später mit seinen Brüdern.
Er studierte in der Vorbereitungsklasse für Zeichnen der Real Academia de Bellas Artes de San Fernando, von der er ein Stipendium erhielt um 1747 bis 1752 in Rom bei Corrado Giaquinto zu studieren. 1748 malte er dort verschiedene Gemälde und Fresken für die Kirche Santissima Trinità degli Spagnoli, die ihm eine gewisse Bekanntheit verschafften. Nach der Rückkehr malte er Fresken für die Basilique de Nuestra Señora del Pilar in Saragossa.
1757 wurde  er Hofmaler bei Ferdinand VI. und war an der Ausmalung des Königlichen Palastes in Madrid beteiligt. Um dieselbe Zeit malte er mit seinem Bruder Luis in der Kirche des Konvents von La Visitacion (S. Barbara) in Madrid, in der Kirche von La Encarnacion, der Kirche der Descalzas Reales und der Salesas Reales, den Kirchen S. Isabel, S. Ana und S. Justo y Pastor in Madrid. 1765 wurde  er Direktor der Real Academia de Bellas Artes de San Fernando.
Gegen Ende seines Lebens war er an der Erstellung von Kartons für die Königliche Gobelin-Manufaktur beteiligt (wie auch Anton Raphael Mengs und Francisco Bayeu).
Sein Sohn Zacarias (1763–1834) war ebenfalls Maler und ab 1819 Akademiedirektor;  sein Sohn Isidro (1765–1829) war Architekt.

## Galerie

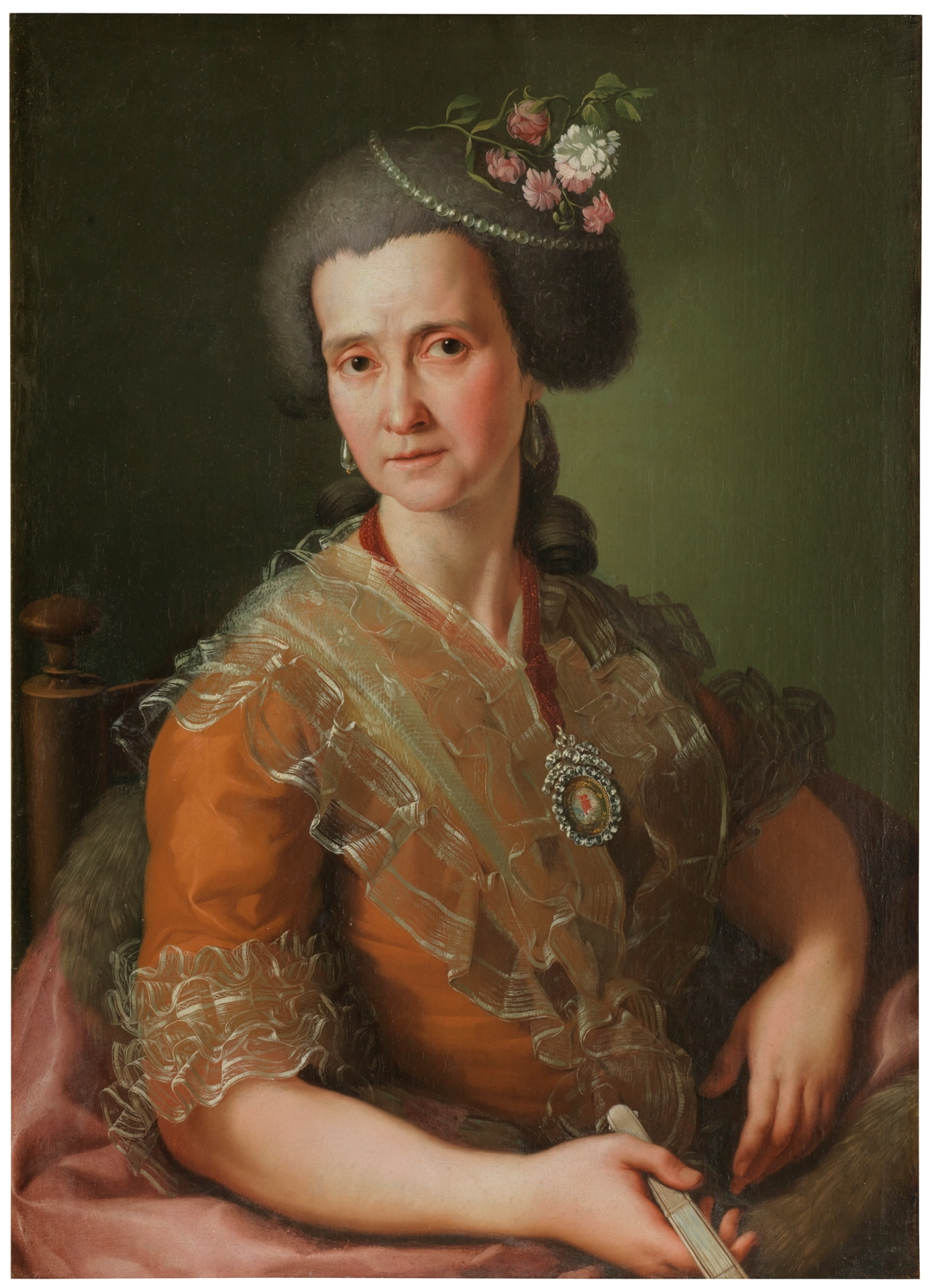
Manuela Tolosa y Abylio, um 1777
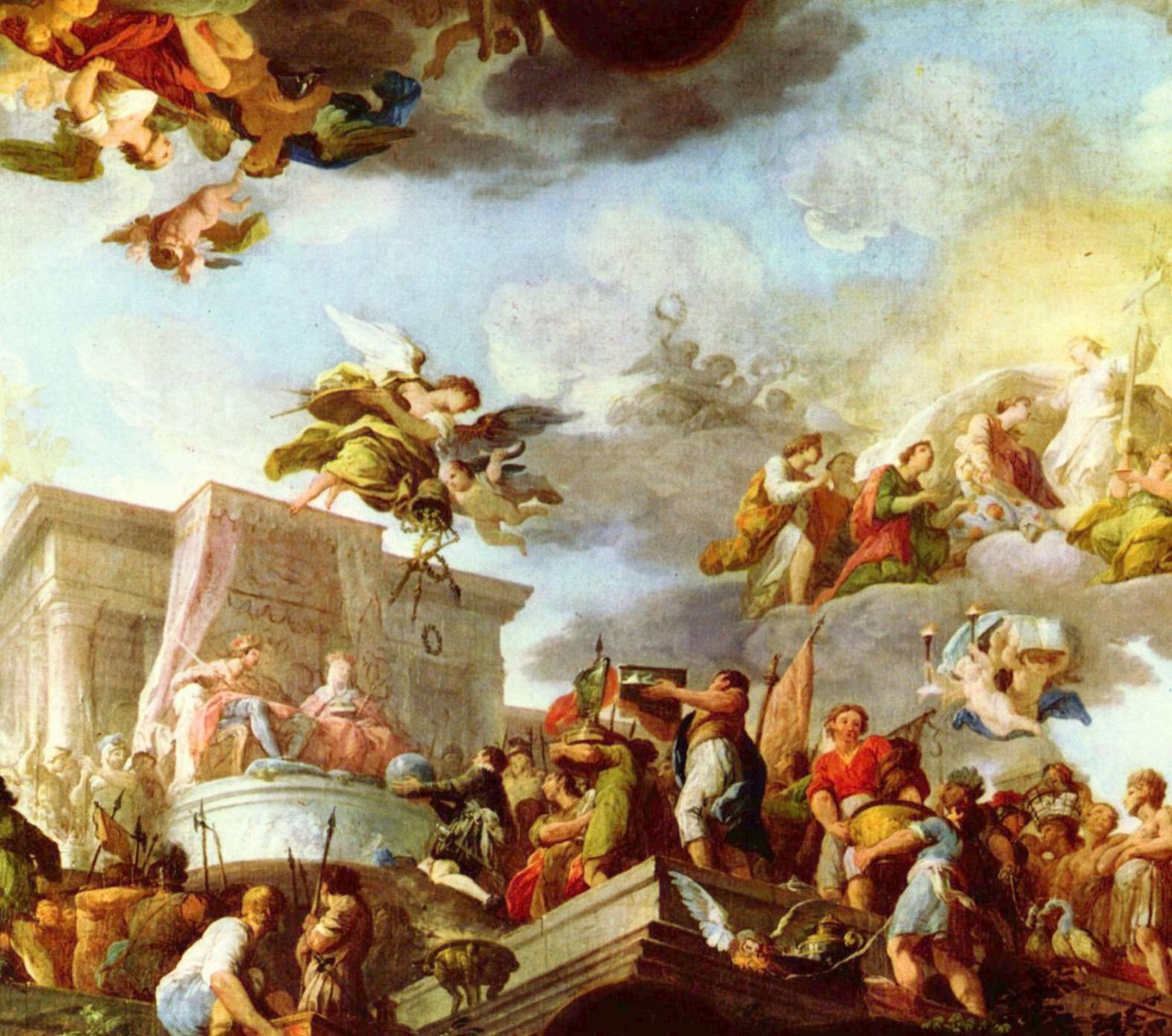
Christoph Kolumbus präsentiert den Katholischen Majestäten die Neue Welt, Musée des Beaux-Arts de Quimper